# Dan Arnold
Dan Arnold (geboren am 15. März 1995 in Milwaukee, Wisconsin) ist ein ehemaliger American-Football-Spieler auf der Position des Tight Ends in der National Football League (NFL). Er spielte College Football an der University of Wisconsin-Platteville und übte dort außerdem Leichtathletik aus. Anschließend stand er bei den New Orleans Saints, Arizona Cardinals, Carolina Panthers und Jacksonville Jaguars unter Vertrag.

## Frühe Jahre
Arnold wurde in Milwaukee, Wisconsin geboren und wuchs in Janesville, Wisconsin auf, ging jedoch in Rockford, Illinois zur Schule, da seine Mutter dort Lehrerin war. Nach drei Schuljahren zog die Familie nach North Dakota.

## NFL

### New Orleans Saints
Arnold wurde im NFL Draft 2017 nicht gedraftet, jedoch zum Probetraining zu den Kansas City Chiefs und New Orleans Saints eingeladen. Am 5. Juni 2017 unterschrieb er bei den Saints einen Dreijahresvertrag mit einem Volumen von 1,66 Millionen US-Dollar.
Am 26. Juli 2018 wurde vom Trainerteam bekannt gegeben, dass Arnold von der Position des Wide Receivers auf die Position des Tight Ends wechselt. Damit sollten seine Chancen auf einen Kaderplatz verbessert werden. Dieser Wechsel war auch teilweise durch die Entlassung von Coby Fleener bedingt, welche einen Kaderplatz auf dieser Position freimachte. Assistant Head Coach und Tight Ends Coach Dan Campbell half Arnold bei der Umstellung auf die neue Position, weshalb Arnold auch ihm seinen Erfolg auf der Position gutschreibt.
Im Training Camp kämpfte Arnold um den dritten Tight End Platz mit Michael Hoomanawanui, John Phillips, Garrett Griffin, und Deon Yelder. Arnold konnte seine Trainer mit seinen Fähigkeiten überzeugen und schaffte es in den Kader. Head Coach Sean Payton ernannte Arnold zum dritten Tight End zum Beginn der Saison, hinter Benjamin Watson und Josh Hill.
Arnold war an den ersten vier Spieltagen der Saison nicht Teil des aktiven Kaders. Am 8. Oktober 2018, in Woche 5, machte er sein Debüt im 43-zu-19-Sieg der Saints gegen die Washington Redskins. In Woche 7 fing er seinen ersten Pass im 24-zu-23-Sieg gegen die Baltimore Ravens und beendete das Spiel mit zwei Passfängen für 35 Yards. Am 11. November, in Woche 10, stand er zum ersten Mal in der Startaufstellung im 51-zu-14-Sieg gegen die Cincinnati Bengals und konnte zwei Pässe für 25 Yards fangen. Am 22. November 2018 fing Arnold seinen ersten Touchdown gegen die Atlanta Falcons bei einem 25-Yard-Pass.
Am 31. August 2019 wurde Arnold von den Saints entlassen und am nächsten Tag zum Practice Squad hinzugefügt. Am 19. Oktober wurde er wieder in den aktiven Kader aufgenommen. Am 4. Dezember 2019 wurde Arnold erneut von den Saints entlassen.

### Arizona Cardinals
Am 5. Dezember 2019 wurde Arnold von den Arizona Cardinals unter Vertrag genommen.

### Carolina Panthers
Im März 2021 unterschrieb Arnold einen Zweijahresvertrag bei den Carolina Panthers. Im Rahmen eines Trades von Carolina für Cornerback C. J. Henderson wechselte Arnold nach dem dritten Spieltag der Saison zu den Jacksonville Jaguars.

### NFL-Statistik
| Saison                                         | Team   | Spiele | Spiele | Receiving | Receiving | Receiving | Receiving | Receiving | Rushing | Rushing | Rushing | Rushing | Rushing | Fumbles | Fumbles |
| Saison                                         | Team   | GP     | GS     | Rec       | Yds       | Avg       | Lng       | TD        | Att     | Yds     | Avg     | Lng     | TD      | Fum     | Lost    |
| ---------------------------------------------- | ------ | ------ | ------ | --------- | --------- | --------- | --------- | --------- | ------- | ------- | ------- | ------- | ------- | ------- | ------- |
| 2018                                           | NO     | 10     | 1      | 12        | 150       | 12,5      | 25        | 1         | 0       | 0       | 0       | 0       | 0       | 1       | 0       |
| 2019                                           | NO     | 2      | 0      | 2         | 25        | 12,5      | 19        | 0         | 0       | 0       | 0       | 0       | 0       | 0       | 0       |
| 2019                                           | ARI    | 3      | 1      | 6         | 102       | 17        | 37        | 2         | 0       | 0       | 0       | 0       | 0       | 0       | 0       |
| 2020                                           | ARI    | 16     | 5      | 31        | 438       | 14,1      | 59        | 4         | 0       | 0       | 0       | 0       | 0       | 2       | 1       |
| 2021                                           | CAR    | 3      | 1      | 7         | 8         | 12,0      | 19        | 0         | 0       | 0       | 0       | 0       | 0       | 1       | 0       |
| 2021                                           | JAX    | 8      | 3      | 28        | 324       | 11,6      | 28        | 0         | 0       | 0       | 0       | 0       | 0       | 1       | 0       |
| 2022                                           | JAX    | 17     | 0      | 9         | 135       | 15,0      | 26        | 0         | 0       | 0       | 0       | 0       | 0       | 0       | 0       |
| Gesamt                                         | Gesamt | 59     | 11     | 95        | 1258      | 13,2      | 59        | 7         | 0       | 0       | 0       | 0       | 0       | 4       | 1       |
| Quelle: NFL.com und pro-football-reference.com |        |        |        |           |           |           |           |           |         |         |         |         |         |         |         |